# 陳殷
陳殷（？—？），字君彦，號曲江，浙江绍兴府山阴县民籍，诸暨县人，祖籍杭州府仁和县。明朝政治人物。

## 生平
萬曆三十一年（1603年）癸卯科浙江鄉試舉人，天啓二年（1622年）壬戌科進士。工部观政，四年二月授工部营缮司主事。六年十月以皇极殿功成，升光禄寺少卿。七年八月，以三大殿功成，加升二级，并前加级升用，还赏银二十两、紵丝一表里。升太仆寺少卿，崇祯继位，被弹劾免官。

## 家族
族兄陈尧言，贵州副使。陈巽言，万历三十七年举人。陈玄晖，同科进士。陈璘，同科进士。